# Куракин, Андрей Петрович
Князь Андрей Петрович Куракин (ум. 1615) — русский голова, воевода и боярин во времена правления Ивана IV Васильевича Грозного, Фёдора Ивановича, Бориса Годунова и Смутное время.
Из княжеского рода Куракины. Единственный сын боярина князя Петра Андреевича Куракина (ум. 1575), внук князя Андрея Ивановича Кураки-Булгакова, родоначальника княжеского рода Куракины.

## Биография

### Служба Ивану Грозному
Осенью 1573 года послан воеводою Сторожевого полка собирать ратных людей в Муроме для Казанского похода против бунтующих луговых черемис, по усмирении коих оставлен первым воеводою в Казани. В сентябре 1576 года воевода Большого полка в Серпухове, в октябре указано ему послать за Оку голов в Шацк и к Зарайску с войском для охраны от прихода крымцев, руководил Сторожевым полком в Серпухове и отражал под начальством И. Ф. Мстиславского крымских татар. Весной 1577 года голова при боярине Мстиславском, потом воевода войск на крымском рубеже, послан головою и есаулом Государева полка надзирать сторожей в государевом стане в походе на Лифляндию. В декабре 1579 года, во время царского похода в Ливонию, оставлен в Москве первым осадным воеводой на казённом дворе и у печати. В 1580 году первый воевода войск левой руки на берегу Оки, потом первый воевода в Серпухове, после второй воевода Передового полка в Волокаламске, а с мая второй воевода Сторожевого полка в Рже-Владимире и велено ему по росписям: если польский король пойдёт к Куконосу и другим городам, а к Пскову не пойдёт, собраться с ратными людьми во Пскове и сойдясь с воеводою Годуновым, идти против поляков и литовцев первым воеводою Сторожевого полка; а если неприятель пойдёт к Пскову то быть ему первым воеводою войск правой руки и помогать Пскову; если враг пойдёт к Смоленску то идти ему вторым воеводою Сторожевого полка под Вязьму. Во время похода Стефана Батория в Северо-Западную Русь оборонял Ржев и Волоколамск, а также был вторым воеводой в Новгороде. В 1581 году первый воевода в Казани, где вновь усмирял луговых черемис. В апреле 1582 года первый воевода Передового полка в Калуге. В сентябре 1583 года первый воевода войск правой руки в Казанском походе против бунтующих черемис, по возвращении из похода второй, а по роспуске больших воевод первый воевода Большого полка в Серпухове.

### Служба Фёдору Ивановичу
После смерти царя Ивана Грозного в 1584 году, при царе Фёдоре Иоанновиче князь Андрей Петрович Куракин получил боярство. В 1589 году послан против крымцев. В 1590 году стал основателем Ядрина, построив Ядринскую крепость.

### Служба Борису Годунову
В 1599 году, на второй встрече, на крыльце встречал первым при представлении Государю шведского королевича. В 1601 году первый воевода Сторожевого полка Украинских войск на береговой службе, после первый воевода войск левой руки в Епифани, где разбил летучие отряды крымцев.  Другой воевода князь Андрей Андреевич Телятевский затеял с ним местнический спор, и Андрей Куракин был переведен в сторожевой полк. В августе 1602 года обедал за столом Государя и в этом же месяце местничал с князем А.И. Голицыным. Входил в ближнее окружение царя Бориса Годунова, участвовал во встречах женихов царевны Ксении Годуновой, и в пирах во дворце.  Занимал достаточно высокое положение в Боярской думе.

### Служба в Смутное время
Остался в составе Боярской думы: двадцать вторым бояриным при Лжедмитрии и Василии Шуйском.
Принимал активное участие в событиях Смутного времени. В 1607 году отбил у поляков в бою на Медвежьем Броду пленного князя Владимира Долгорукова. В 1607-1609 годах первый воевода в Новгороде.
Осенью 1611 года боярин Андрей Петрович Куракин покинул занятую польским гарнизоном Москву и поселился в Троице-Сергиевом монастыре, откуда ездил в Ярославль, за Московные и Поморские города собирать войска на помощь Москве против поляков. В 1612 году присоединился ко Второму народному ополчению под руководством князя Дмитрия Михайловича Пожарского.
В 1613 году участвовал в Земском соборе, подписался восьмым бояриным при избрании на престол царя Михаила Фёдоровича.
Умер в 1615 году.

## Семья
Оставил трёх сыновей:
- Князь Семён Андреевич Куракин[6] (ум. 1606) — в 1606 году был тридцать вторым в Боярской думе, в мае  на свадьбе Лжедмитрия I и Марины Мнишек сидел восьмым за кривым столом, ниже боярынь, в этом же году пожалован в бояре и умер.
- Князь Даниил Андреевич Куракин — показан только в родословной книге П.В. Долгорукова.
- Князь Михаил-Фома Андреевич Куракин — в январе 1608 года на свадьбе царя Василия Ивановича Шуйского с княжной Буйносовой, был восьмым в свадебном поезде, в иночестве Феодосий.